# Чемпионат мира по стендовой стрельбе 1933
Чемпионат мира по стендовой стрельбе 1933 года прошёл в Вене (Австрия).

## Общий медальный зачёт
| Место | Страна  | Золото | Серебро | Бронза | Всего |
| ----- | ------- | ------ | ------- | ------ | ----- |
| 1     | Венгрия | 2      | 1       | 1      | 4     |
| 2     | Дания   | 0      | 1       | 0      | 1     |
| 3     | Австрия | 0      | 0       | 1      | 1     |
| Всего | Всего   | 2      | 2       | 2      | 6     |

## Медалисты
| Дисциплина     | Золото                                                              | Серебро   | Бронза      |
| -------------- | ------------------------------------------------------------------- | --------- | ----------- |
| Трап           | Шандор Лумничер                                                     | Паль Дора | Шандор Дора |
| Трап (команды) | Венгрия · Шандор Лумничер · Паль Дора · Шандор Дора · Андраш Монтаг | Дания     | Австрия     |